# Sommer-Paralympics 2008/Teilnehmer (Indonesien)
| stlisierte Goldmedaille | stlisierte Silbermedaille | stlisierte Bronzemedaille |
| ----------------------- | ------------------------- | ------------------------- |
| —                       | —                         | —                         |

Indonesien nahm mit drei Sportlern an den Sommer-Paralympics 2008 im chinesischen Peking teil.
Fahnenträger bei der Eröffnungsfeier war Billy Zeth Makal. Er erreichte auch das beste Ergebnis der Athleten aus Indonesien mit einem siebten Platz im Powerlifting in der Klasse bis 60 Kilogramm.

## Teilnehmer nach Sportarten

### Powerlifting (Bankdrücken)
Männer
- Billy Zeth Makal

### Rollstuhltennis
Frauen
- Yanni Ida

### Schwimmen
Männer
- Lamri